# Río St. Croix (Wisconsin-Minnesota)
El río Saint Croix o St. Croix (en inglés: Saint Croix (St. Croix) River; en francés: Rivière Sainte-Croix, que significa, 'río [de la] Santa Cruz') es un afluente del río Misisipí, de unos 272 km de largo, que discurre por los estados en los estados de Wisconsin y Minnesota en Estados Unidos. Los 201 km de su curso bajo forman la frontera estatal de Wisconsin y Minnesota. Una planta hidroeléctrica en St. Croix Falls suministra energía al área metropolitana de Minneapolis–St. Paul.
El 2 de octubre de 1968 se declaró río salvaje y paisajístico nacional (National Scenic & Recreatical River) bajo la protección del Servicio de Parques Nacionales (181 km escénicos y 19 km recreativos). Esta declaración fue ampliada el 25 de octubre de 1972 (12 km escénicos y 15 km recreativos) y el 17 de junio de 1976 (25 km recreativos).

## Geografía e hidrografía

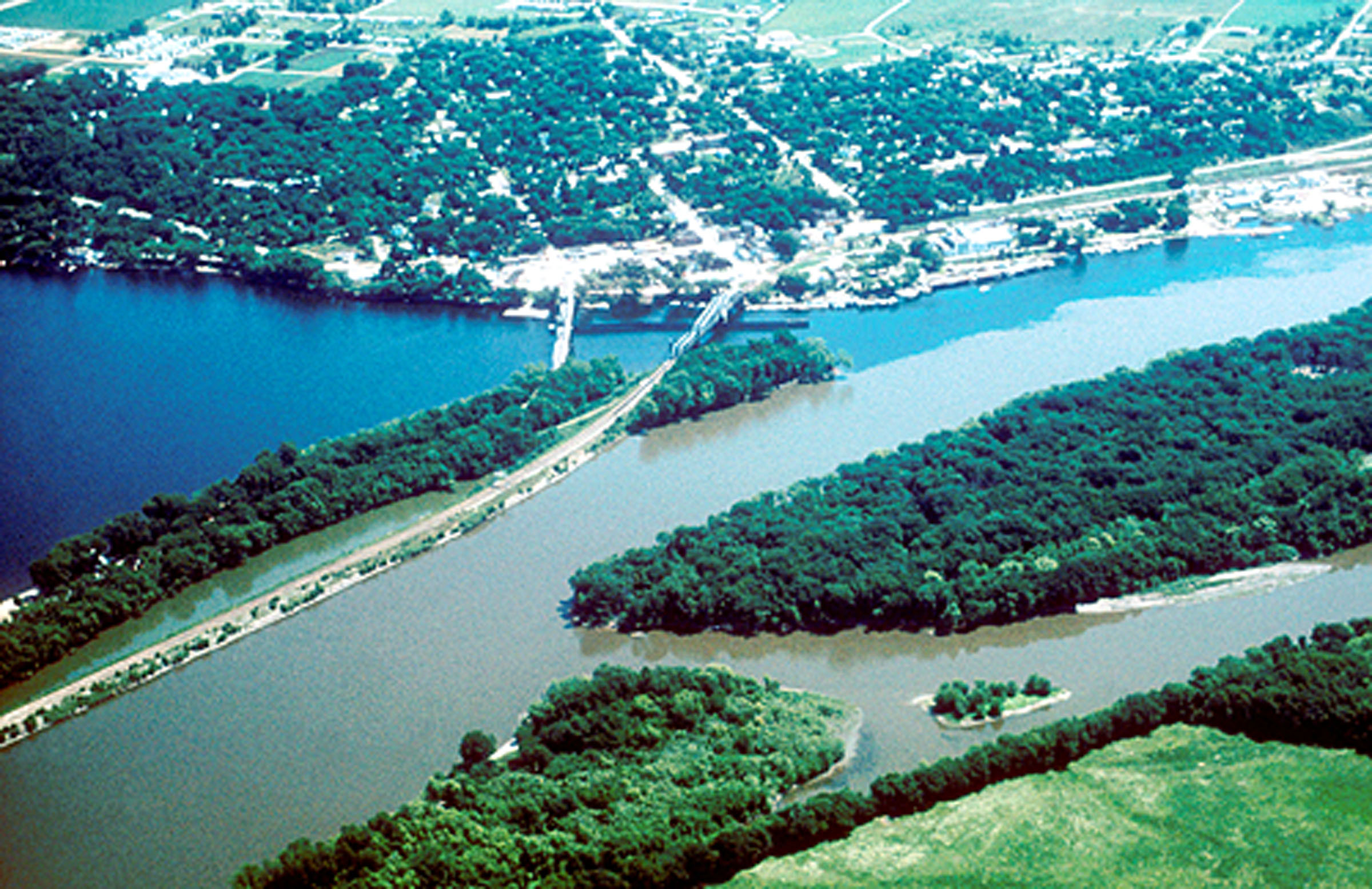
Foto aérea cerca de Prescott, donde las aguas más claras del St. Croix se encuentran con las cenagosas del Misisipí.

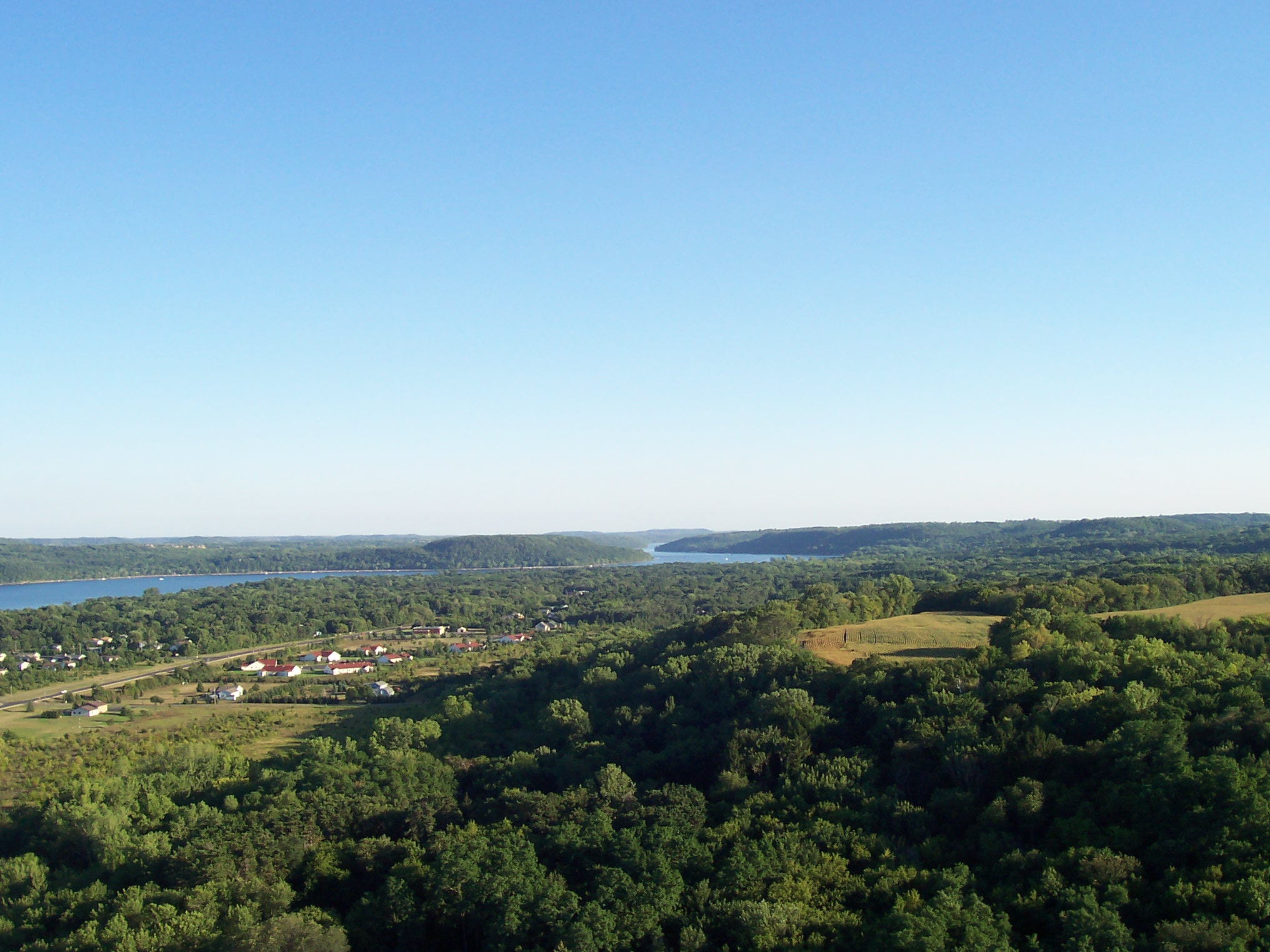
Vista del valle en Afton

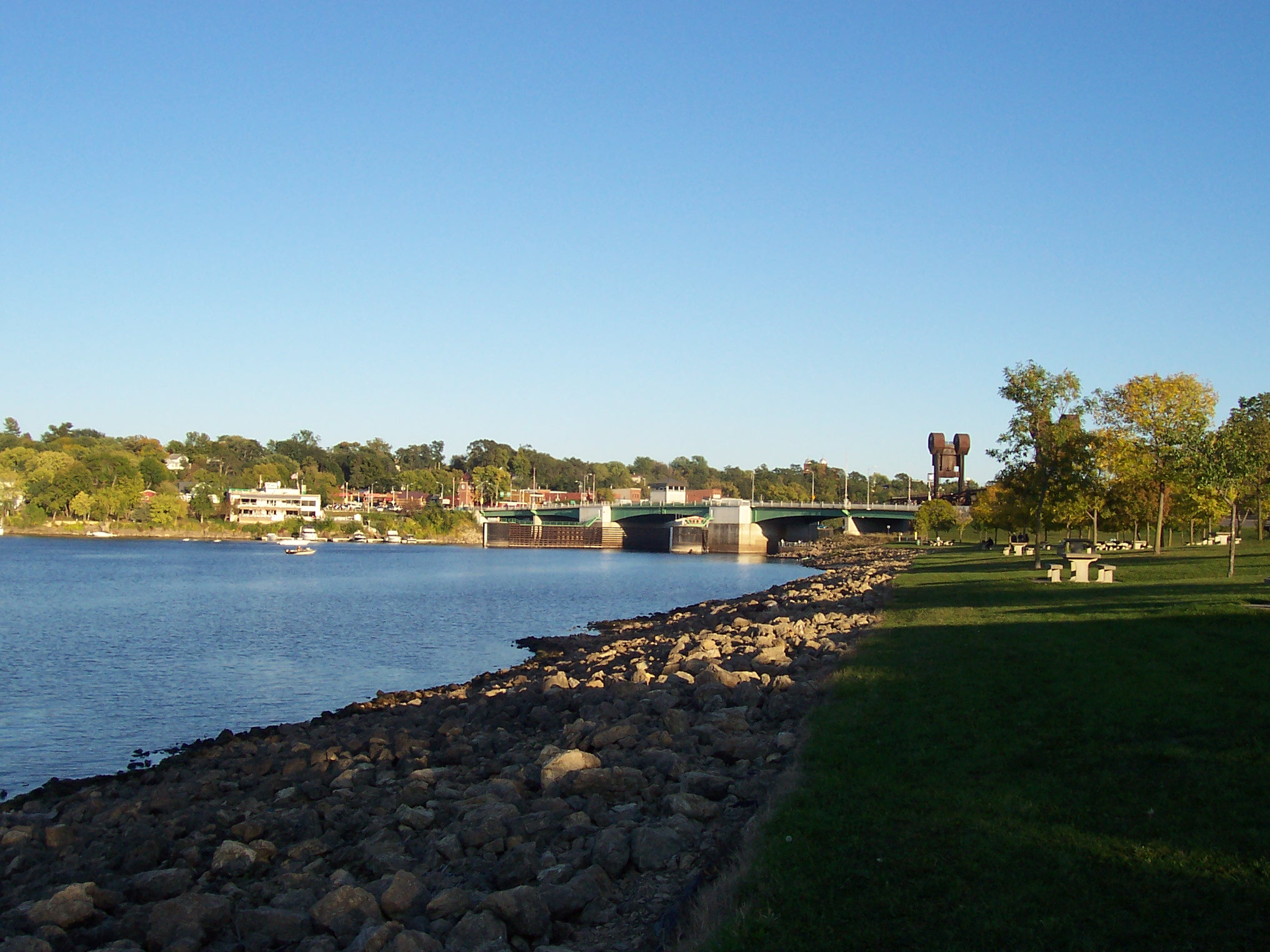
Vista del río en Prescott

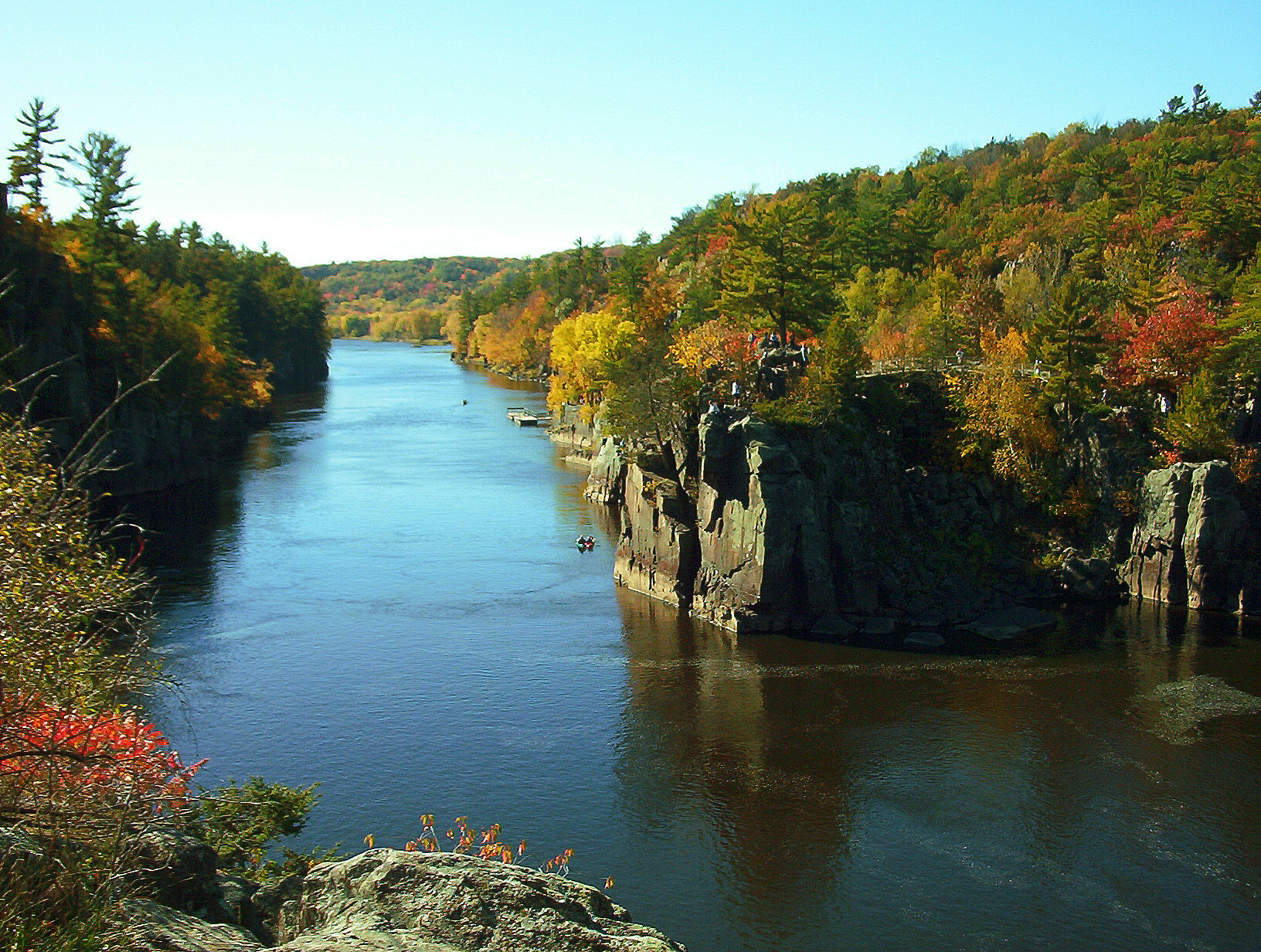
Vista del río en Dalles Of St Croix, cerca de Taylors Falls

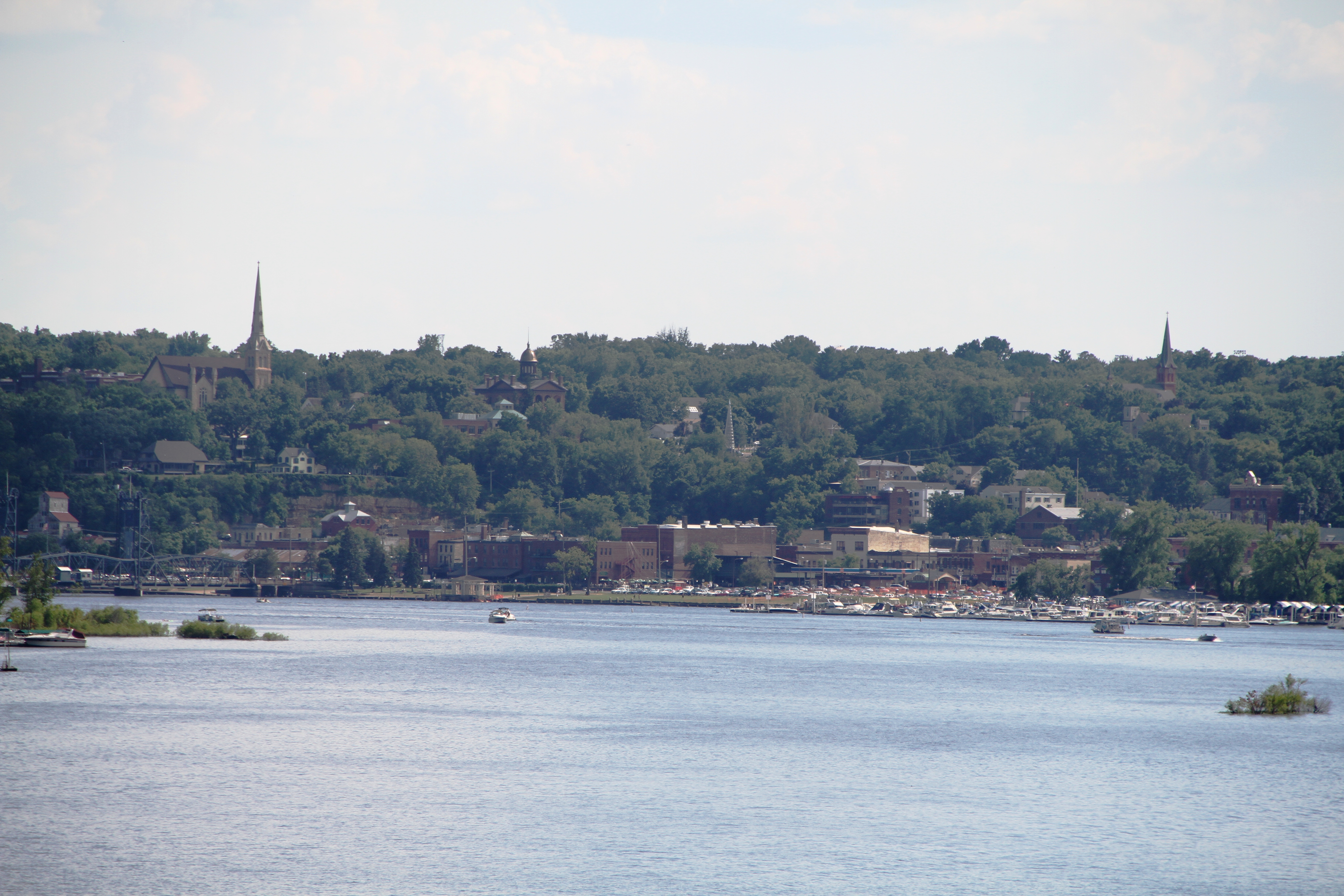
Vista del río en Stillwater

El río Saint Croix nace como emisario del lago Upper Saint Croix, en el condado de Douglas, cerca de Solon Springs, en la esquina noroeste de Wisconsin, aproximadamente a unos 32 km al sur del lago Superior. Fluye hacia el sur hasta Gordon, y luego se vuelve al suroeste. Se le une el río Namekagon (163 km) en el norte del condado de Burnett, donde se vuelve significativamente más amplio. A pocos kilómetros aguas abajo el St. Croix se encuentra con el límite entre Minnesota y Wisconsin, que delimita otros 209 km hasta su confluencia con el río Misisipí.
Otros afluentes principales son los ríos Kettle (130 km), Snake (167 km) y Sunrise (62,9 km), que se incorporan desde el oeste, y el Apple (124,7 km), Willow (98,3 km) y Kinnickinnic (40 km), que lo hacen desde el este. Justo debajo de Stillwater (Minnesota) el río se ensancha en el lago Saint Croix, y con el tiempo se une al río Misisipi en Prescott, Wisconsin, aproximadamente a 32 km al sureste de St. Paul.

## Conservación
El río St. Croix fue uno de los primeros ocho ríos que tienen tramos significativos protegidos por el National Wild and Scenic Rivers Act of 1968. Los tramos superiores del río en Wisconsin por debajo del St. Croix Flowage, 24 km aguas abajo de la fuente, así como el río Namekagon, están protegidos como el St. Croix National Scenic Riverway. El curso que fluye libremente sólo se interrumpe por una presa hidroeléctrica operada por la Northern States Power Company en St. Croix Falls (Wisconsin). Los 43 kilómetros (26,7 mi) agua abajo de la presa, incluyendo ambos lados del río a lo largo del frontera Minnesota-Wisconsin, están protegidos como parte del Bas-Saint Croix (Lower St. Croix National Scenic Riverway). Esta área incluye el Dalles of the St. Croix River, un desfiladero pintoresco situado cerca del Interstate Park, al sur de St. Croix Falls (Wisconsin).
Más recientemente, el estado del Bajo Saint Croix ha sido cuestionado por la construcción de un puente de la carretera interestatal que conecta con la MN Highway 36, que se encuentra en las cercanías de Oak Park Heights, Minnesota. A pesar de las objeciones de los miles de residentes, de múltiples comunidades y grupos de conservación (como el Sierra Club, etc) y del Servicio de Parques Nacionales, la construcción del puente fue autorizada mediante la modificación de la 1968 Scenic Rivers Act. La luz y la contaminación acústica son las preocupaciones de los que quedan frente al puente, citando la ley original pedían que tal actividad mucho más al sur a lo largo del corredor de la Interstate 94.
La Croix River Improvement Association (más tarde St. Croix River Association) fue un grupo de voluntarios que operó esporádicamente 1911-1989. Las principales preocupaciones de la Asociación eran el mantenimiento de un caudal navegable, eliminar construcciones con impacto negativo y la contaminación y obtener la protección federal por ello. Sus miembros eran principalmente residentes de las comunidades del lado de Minnesota, que estaban preocupados por restaurar y preservar el río.

## Nombre
El padre Louis Hennepin —un franciscano que exploró el vasto territorio de la Nueva Francia, incluyendo la región de los Grandes Lagos y la parte norte del río Misisipí y la Luisiana francesa— escribió en 1683, a partir de información proporcionada probablemente por Daniel Greysolon, Sieur du Lhut: «Hay otro río que cae... en el Meschasipi... Lo llamamos El río de la Tumba, o Mausoleum, porque los salvajes enterraron allí a uno de sus hombres... que fue mordido por una serpiente de cascabel».
El mapa de 1688 de Jean-Baptiste-Louis Franquelin registró un «Fort St. Croix» en el curso superior del río. El nombre «Rivière de Sainte-Croix» se aplicó al río en algún momento de 1688 o 1689,: 28  y este nombre más auspicioso suplantó la designación anterior del padre Hennepin.
En la Carte de la Louisiane et du Cours du Mississipi (1718) de Guillaume Delisle y en A Map of North America (1768) de John Blair, el río St. Croix —lo que más específicamente se conocía entonces como la rama este del río St. Cross, hoy conocido como el río Namekagon— se muestra como el Ouasisacadeba, una representación francesa del nombre de los dakota para el río St. Croix. En el mapa de Mitchell de 1778 el río se titula simplemente Ouadeba, que representa el nombre en dakota watpá, que significa 'río'.
La parte superior del río —originalmente llamado ramal norte del St. Croix— era conocida por los ojibwa como Manoominikeshiinh-ziibi ('río cosecha del arroz'). 
Aguas abajo de la confluencia con el Namekagon, los ojibwa cambiaban el nombre del río como Gichi-ziibi (río Grande) o Okijii-ziibi (río Pipestem).
En el momento de la colonización europea del valle, los dakota y ojibwe estaban involucrados en una larga y mortífera guerra entre sí. En consecuencia, la parte del río debajo de la confluencia con el río Trade se llamaba Jiibayaatig-ziibi (río marca-tumbas) en la lengua ojibwe, reforzando el anterior nombre de "Rivière Tombeaux" en su lengua.
En el mapa de John Farmer de 1830 (Map of the Territories of Michigan and Ouisconsin), el río St. Croix se muestra como "Chippewa River". Sin embargo, en el Hydrographical Basin of the Upper Mississippi River de Joseph Nicollet, en 1843, reforzó el nombre proporcionado por el mapa de Franquelin.

## Historia
El valle del río y sus alrededores fueron ocupado originalmente por el semi-nómadas ojibwe, dakota y otras nueve tribus indias americanas. Los indios vivían principalmente del arroz salvaje, pescados y la caza. En el siglo XVIII, los ojibwe y dakota fueron las dos tribus principales que habitaban la zona, hasta alrededor de 1745, cuando los dakota fueron expulsados para siempre del valle del Saint Croix, como resultado de la batalla de Kathio.

### Comercio de pieles
Los primeros europeos en llegar a la zona fueron Sieur du Lhut y sus hombres en el otoño y el invierno de 1679-1680. En los ochenta años siguientes el área estuvo sobre todo bajo la influencia francesa, y el comercio de pieles creció a lo largo de la primera mitad del siglo XVIII, siendo las pieles de castor el mejor premio. El comercio francés en el valle superior estaba dominada por los ojibwe y relacionado con los comerciantes del lago Superior, mientras que en el valle inferior los dakota comerciaban con los comerciantes con sede en St. Louis aguas abajo. Después de que el final de la guerra franco-india en 1763, los comerciantes británicos entraron en la zona, y crecieron en número e influencia con la ayuda de la poderosa North West Company.: 32–35 

### Industria Forestal
En 1837 se firmó en St. Peters (ahora Mendota) un tratado con los ojibwe (Tratado de St. Peters), por el que cedieron al gobierno de Estados Unidos una vasta extensión de tierra en lo que hoy es el centronorte de Wisconsin y el centroeste de Minnesota, más o menos limitada por: la Prairie du Chien Line, en el sur; el río Misisipí, en el oeste; el río St. Croix y las cuencas hidrográficas del río Chippewa, en el norte; y una línea paralela a 25 millas al este del río Wisconsin, en el este. Ese tratado abrió la región a la explotación maderera y la tala. El río fue desde ese momento importante para el transporte de la madera por flotación aguas abajo, desde las áreas donde se estaba cortando hasta los aserraderos que la procesaban. Durante la década de 1840, se establecieron aserraderos importantes en St. Croix Falls y Marine on St. Croix, pero a medida que avanzaba la década de 1850, Stillwater se convirtió en el destino de la madera primaria. Durante este tiempo la población de Stillwater aumentó mucho, se abrieron varios aserraderos adicionales y la ciudad registró gran afluencia de capitales, principalmente de compañías madereras establecidas río abajo, en San Luis, Misuri. En 1856 comenzó la construcción de un sitio Boom a dos millas al norte de Stillwater, que se utilizó para almacenar y clasificar la madera flotando río abajo y se mantuvo en funcionamiento durante más de cincuenta años.: 102  El Sitio St. Croix Boom (St. Croix Boom Site) es ahora un lugar de descanso y National Historic Landmark a lo largo de la Minnesota State Highway 95.
Los extensos bosques de pino blanco en el valle superior proporcionaron productos forestales para construir las ciudades a lo largo del lago St. Croix, Minneapolis y St. Paul; el St. Croix, junto con las reservas forestales en los valles cercanos de los ríos Red Cedar, Chippewa y Rum proporcionaron suministros para la construcción de Winona, Davenport, Iowa, Rock Island, Illinois y St. Louis.
La industria de la madera continuó creciendo durante la última mitad del siglo XIX, con conducciones en la primavera cada vez más grandes y los consiguientes peligros para la navegación en el río por encima de Stillwater. Los troncos quedaron atrapados con frecuencia en los atascos de registro (log jams) en los estrechos de Dalles of the St. Croix River, y en 1883 el bloqueo fue tan grave que llevó casi dos meses antes de que el flujo de troncos se restableciese.: 76  En su pico en 1890, el madereo en el valle del río St. Croix produjeron 1 100 000 m³ de madera y troncos. La industria de la madera continuó hasta la última flotante importante en 1912 que marcó el final de los ricos bosques de pino blanco de la zona.
Fue en las orillas del St. Croix, en el milltown de Stillwater, que fue propuesto por primera vez en 1848 el estado de Minnesota.

## Ciudades y asentamientos en el río
Los principales asentamientos a lo largo del río, con los habitantes en 2010, son los siguientes:
- Afton (2886 hab.)
- Bayport (3471 hab.)
- Danbury (172 hab.)
- Gordon (645 hab.)
- Hudson (12 719 hab.)
- Lake St. Croix Beach (1051 hab.)
- Lakeland (1796 hab.)
- Lakeland Shores (311 hab.)
- Marine on St. Croix (689 hab.)
- North Hudson (3786 hab.)
- Oak Park Heights (4339 hab.)
- Osceola (2586 hab.)
- Point Douglas
- Prescott (4258 hab.)
- St. Croix Falls (2133 hab.)
- St. Marys Point (368 hab.)
- Scandia (3936 hab.)
- Solon Springs (600 hab.)
- Stillwater (18 225 hab.)
- Taylors Falls (976 hab.)

## Áreas recreativas y protegidas

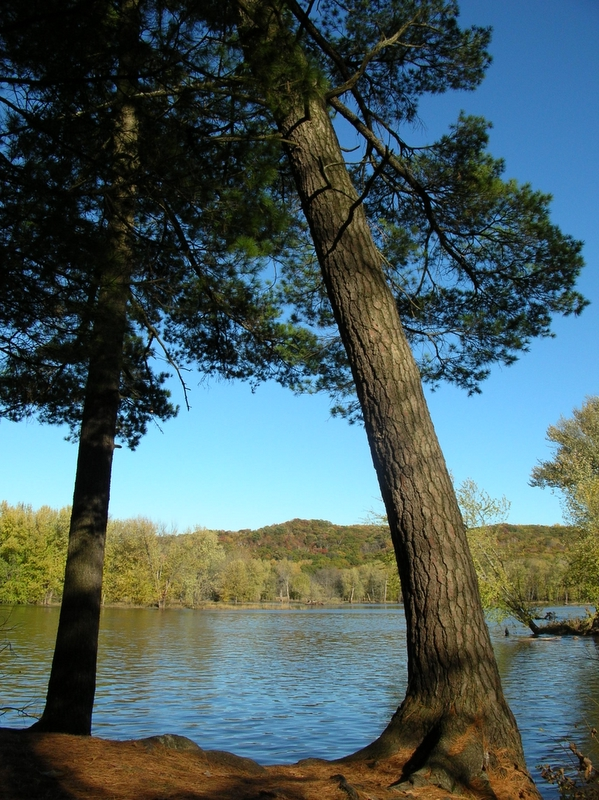
William O' Brien State Park

El río Saint Croix es un popular destino recreativo, siendo las actividades más comunes los paseos en bote, la pesca, la acampada y el piragüismo. Las carreteras a lo largo de ambos riberas del río ofrecen recorridos paisajísticos salpicados por pequeños pueblos que ofrecen restaurantes, tiendas (especialmente de antigüedades, libros y regalos), alquiler de habitaciones, recorridos históricos y otras actividades turísticas habituales. Además de la propia protección del río, en sus riberas se han establecido varios parques y bosques estatales:
- Bosque estatal Governor Knowles (Wisconsin)
- Bosque estatal St. Croix (Minnesota)
- Bosque estatal Chengwatana (Minnesota)
- Parque estatal Saint Croix (Minnesota)
- Parque estatal Wild River (Minnesota)
- Parque Interestatal (Minnesota y Wisconsin)
- Parque estatal William O'Brien (Minnesota)
- Parque estatal Afton (Minnesota)
- St. Croix Boom Site (Minnesota)

El río St. Croix es mencionado en «North Country», una canción de la banda Rocket Club, como un símbolo de la voluntad de la cantante de "head up North."

## Puentes sobre el río
El río es atravesado por algunos puentes importantes, que se listan desde la fuente hasta la boca:
- Puente Scott en condado de Douglas.
- Puente en la County Road T en el condado de Douglas, Wisconsin.
- Puente C.C.C. en el condado de Burnett.
- Puente en la Wisconsin State Highway 35 cerca de Danbury.
- Puente de la Minnesota State Highway 48 a Wisconsin State Highway 77 cerca de Danbury.
- Puente de la Minnesota State Highway 70 a Wisconsin State Highway 70 cerca de Grantsburg.
- Puente en la U.S. Highway 8 entre Taylors Falls y St. Croix Falls.
- Puente en la Minnesota State Highway 243 en Osceola.
- Puente Soo Line High, al norte de Stillwater. Esto puente ferroviario privado, de 817 m de largo y 56 m por encima del río, marca más o menos el límite norte de la infestación del mejillón cebra en el St. Croix.[15]
- Puente elevable Stillwater, construido en 1931, entre Stillwater y Houlton.
- Puente giratorio de la Union Pacific Railroad en Hudson
- Puente de la Interstate 94 en Hudson, Wisconsin.
- Puente levadizo en la U.S. Highway 10 en Prescott.
- Puente de elevación en la BNSF Railway en Prescott, Wisconsin.